# Skibhuskvarteret
Skibhuskvarteret er et område, der udgør den nordligste del af postdistrikt 5000 Odense C. Kvarteret afgrænses mod syd af jernbanen Fynske hovedbane og mod vest af Odense Indre Havn og Odense Kanal. Kvarteret har ry for at være meget selvstændigt og være en by i byen. Bydelen har fået sit navn efter Skibhusvej, der fører ud til landsbyen Skibhusene, der tidligere var Odenses havneby.
Større veje i Skibhuskvarteret er Skibhusvej, Tolderlundsvej, Buchwaldsgade, Kochsgade og Døckerslundsvej.
Der er forbindelse fra Odense Banegård Center med FynBus.
I bydelen finder man bl.a. Sct. Hans Skole, Socialstyrelsen, IT-virksomheden Umbraco, Fredens Kirke, Marienlystcentret, Skibhusskoven og butiks- og boligkomplekset Skibhustorvet med bl.a. Kvickly-varehus. Skibhusvej er desuden den handelsgade udenfor Odenses gågademiljø, der har det bredeste udbud af udvalgsvareforretninger.

## Historie
1. april 1932 sættes et punktum for en 27 år lang kamp for at få Skibhuskvarteret indlemmet i Odense Kommune. Den daværende sognekommune, Sct. Hans Landsogn, som ved indlemmelsen i 1932 bestod af 11.426 indbyggere, ville gerne blive en del af købstadskommunen, men den idé faldt ikke i god jord hos det store konservative flertal i Odense Byråd. Man frygtede slet og ret, at magtbalancen i byrådet ville tippe.
Thorvald Staunings socialdemokratisk-radikale regering nedsatte efter valget i 1929 en kommission, der skulle overveje indlemmelsen af Sct. Hans Landsogn i Odense Kommune. Indlemmelsen blev trumfet igennem udenom byrådet, og lige til det sidste markerede den konservative borgmester H.Chr. Petersen sin utilfredshed. I sin tale på indlemmelsesdagen sagde han således, at han ville ønske, at han kunne have budt beboerne i Sct. Hans Landsogn velkomne. Det kunne han ikke, for han havde hellere set, at arbejderkvarteret var forblevet selvstændigt. En retssag ændrede ikke ved regeringens afgørelse.
Ved byrådsvalget i 1933 lykkedes det de konservative at holde skindet på næsen. Mange var formentlig glade for Odenses lave skatteprocent, og selv om Socialdemokratiet havde fået mange flere arbejdervælgere i Skibhuskvarteret, rakte det ikke til at skabe flertal i byrådet.
Men ved byrådssvalget i 1937 gik den ikke længere. Det Konservative Folkeparti gik tilbage fra 47% til 40%, mens Socialdemokratiet gik frem fra 45% til 54% af stemmerne. Ikke mindst takket være vælgerne i det tidligere Sct. Hans Landsogn fik Odense sin første socialdemokratiske borgmester, den tidligere fagforeningsformand I. Vilh. Werner.
Under besættelsen i 1944-1945 var områdets skole, Sct. Hans Skole, beslaglagt af tyskerne, der anvendte den til kaserne og lazaret. Så sent som i 1987 gjorde man fund på skolen efter tyskerne.
Danmarks første tipsselskab blev startet af den lokale Marienlyst Boldklub i 1946. Klubben drev tipsklubben i tre år indtil Dansk Tipstjeneste fik monopol på at drive tipsspil.
Det største indbyggertal i Skibhuskvarteret registreredes i 1960, hvor 18.639 borgere boede i kvarteret.
En gruppe borgere stiftede i 1986 kvarterets beboerforening, Sct. Hanserne, der endnu eksisterer.

## Skibhuskvarteret i dag
I dag beboes Skibhuskvarteret i høj grad af studerende og børnefamilier. Der er i de senere år skudt flere nybyggerier frem, men kvarteret er stadig domineret af lange karréer af etageejendomme på Skibhusvej og Tolderlundsvej. Nærheden til Centrum og banegård kombineret med de forholdsvis lave huslejer gør kvarteret attraktivt for mange.
I foråret 2007 åbnede en af Nordeuropas største bazarer, Bazar Fyn, i de bygninger, der tidligere husede elevatorfabrikken Thrige-Titan.
Trods sine mange studerende, har Skibhuskvarteret kun én videregående uddannelsesinstitution – Den Sociale Højskole i Odense, som ligger på Tolderlundsvej 5 overfor en af kvarterets andre store arbejdspladser, Skattehuset, der trods sit navn i dag rummer Jobcenter Odense samt dele af Odense Kommunes Social- og Arbejdsmarkedsforvaltning.

## Kendte Skibhus-beboere
I Skibhuskvarteret har der boet følgende kendte mennesker:
- Aksel Larsen – politiker
- Niels Helveg Petersen – politiker
- K. Helveg Petersen – politiker
- A.C. Normann – politiker
- Chr. N. Hauge – politiker
- Sidse Werner født Ryberg – designer hos Holmegaard
- Nis Bekker-Hansen (navneforandring til Claus Jensen) - forvaringsdømt seksualforbryder
- Thomas Dambo - genbrugskunstner, verdenskendt for sine kæmpetrolde